# Vittorito
Vittorito est une commune de la province de L'Aquila dans la région Abruzzes en Italie.

## Administration
| Période                                  | Période  | Identité            | Étiquette | Qualité |
| ---------------------------------------- | -------- | ------------------- | --------- | ------- |
| 14 juin 2004                             | En cours | Carmine Giovannitti |           |         |
| Les données manquantes sont à compléter. |          |                     |           |         |

### Communes limitrophes
Corfinio, Molina Aterno, Popoli (PE), Raiano, San Benedetto in Perillis